# Luca Centi
Luca Centi (L'Aquila, 29 luglio 1985) è uno scrittore italiano, autore di romanzi fantasy.

## Biografia
Nato all'Aquila il 29 luglio 1985, ha frequentato il liceo scientifico linguistico Andrea Bafile del capoluogo abruzzese e si è poi laureato all'Università degli studi dell'Aquila nel 2010 in Culture per la Comunicazione e, successivamente, nel 2012 in Teorie dei Processi Comunicativi.. Nel 2017, sempre all'Aquila, si è laureato in Scienze della formazione primaria e subito dopo ha iniziato la professione di insegnante.
Ha esordito nel 2009 con il romanzo fantasy per ragazzi il silenzio di Lenth, pubblicato da Edizioni Piemme. Nel 2011 è uscito il suo secondo romanzo, di genere chick lit, intitolato Il club dei disoccupati, pubblicato dalla casa editrice ARPANet e nel 2012 un suo racconto è stato incluso nell'antologia Stirpe Infernale edita da GDS Edizioni.
Nel 2013 è stato pubblicato il suo terzo romanzo, Il sogno della Bella Addormentata, pubblicato da Edizioni Piemme, anticipato dal racconto-prequel Il primo peccato, scaricabile gratuitamente dal sito della casa editrice. L'autore non ha escluso la possibilità di un sequel del romanzo.
Nel 2014 viene pubblicato il romanzo Il presagio della Rosa Nera, sempre edito da Edizioni Piemme, nel 2016  il romanzo storico, La Donna Che Sapeva Scrivere e nel 2017 Il Settimo Giorno, edito da La Corte Editore.
Nel 2019 esce il romanzo L'Aquila, Keep On Rollin', edito da Edizioni Piemme, ambientato nella città natale dell'autore a dieci anni dal sisma del 6 aprile 2009.
È del 2020 il suo ultimo romanzo, La Sesta Opera, edito da La Corte Editore.

## Romanzi
- Il silenzio di Lenth, Casale Monferrato, Piemme, 2009. ISBN 978-88-384-7430-9
- Il club dei Disoccupati, Milano, Arpanet, 2011. ISBN 978-88-7426-134-5
- Il sogno della Bella Addormentata, Milano, Piemme, 2013. ISBN 978-88-566-2446-5
- Il presagio della Rosa Nera, Milano, Piemme, 2014.
- La Donna Che Sapeva Scrivere, Amazon, 2016.
- Il Settimo Giorno, La Corte Editore, 2017, ISBN 978-8885516045
- L'Aquila, Keep on rollin'!, Milano, Piemme, 2019, ISBN 978-8856669732
- La Sesta Opera, La Corte Editore, 2020, ISBN 978-8831209496

## Racconti in antologie
- L'inferno sono gli altri, GDS Edizioni, 2012.

## Racconti OneShot
- Il Primo Peccato, Edizioni Piemme, 2012.